# Milicia regia
Milicia regia är en mullbärsväxtart som först beskrevs av Auguste Jean Baptiste Chevalier, och fick sitt nu gällande namn av C.C. Berg. Milicia regia ingår i släktet Milicia och familjen mullbärsväxter. Inga underarter finns listade i Catalogue of Life.